# Sitalcas ruralis
Sitalcas ruralis es una especie de araña araneomorfa de la familia Linyphiidae. Es el único miembro del género monotípico Sitalcas.

## Distribución
Se encuentra en Estados Unidos.